# 末
末是中国古代戏剧中一种程式化的角色，现代戏剧中已经和生合并，就是“生”中的“须生”行当，在古代戏剧中是一种单独列出的重要角色，一般作为配角，因此叫做“末”。